# مملكة سوندا
كانت مملكة سوندا مملكة سوندية هندوسية في الجزء الغربي من جزيرة جاوة من 669 إلى نحو 1579، وتغطي المنطقة التي تحوي اليوم بنتن وجاكرتا وجاوة الغربية والجزء الغربي من جاوة الوسطى. تنقلت عاصمة مملكة سوندا عدة مرات خلال تاريخها، إذ تبدلت بين منطقة غالوه (كاوالي) في الشرق وباكوان باجاجاران في الغرب.:379
بلغت مملكة سوندا أوجها في عهد الملك سري بادوجا مهراجا الذي يُذكر حكمه الممتد بين 1482 إلى 1521 على أنه زمن السلام والازدهار عند الشعب السوندي. يقترح أحد المؤرخين أن الملك الأسطوري سيليوانجي من باجاجاران، المشهور في الأحاديث الشفوية والأدب السوندي، كان في الحقيقة شخصية مستوحاة منه.:12
وفقًا للسجل التاريخي الأساسي، مخطوط بوجانجا مانيك، كان يحد المملكة من الشرق نهر بيمالي (سي بيمالي، نهر بريبس حاليًا) ونهر سارايو (سي سارايو) في جاوة الوسطى. تأتي معظم روايات مملكة سوندا من الوثائق التاريخية الأولية من القرن السادس عشر. انحدر سكانها بالدرجة الأولى من عرق السوندية الذي يحمل نفس الاسم، في حين كانت الهندوسية ديانة الأغلبية.

## التاريخ
امتد تاريخ مملكة سوندا على مدار ألف عام تقريبًا، بين القرنين السابع والسادس عشر. من الآثار القليلة الباقية معبد بوجونغمينجي الهندوسي الذي يعود إلى القرن السابع بالقرب من باندونغ. كان واحدًا من أقدم المعابد في جاوة، وهو أقدم من معابد دينغ في جاوة الوسطى، ومرتبط بمملكة سوندا.
الفترة السابقة غير واضحة، ويعود الفضل في المعلومات عنها إلى مخطوطتين فقط يرجع تاريخهما إلى فترة لاحقة هما مخطوطتا كاريتا باراهيانغان ووانغساكيرتا. لكن تاريخ الفترة اللاحقة، بعد أواخر القرن الرابع عشر، واضح تمامًا. خاصة بعد عهد الملك واستو كانكانا وسري بادوجا مهراجا. يعود ذلك بشكل رئيس إلى توفر المصادر التاريخية، ومن ضمنها الكثير من التقارير الأجنبية خاصة السومة الشرقية البرتغالية وعدة نقوش حجرية خاصة باتوتوليس والمخطوطات التاريخية الأولية الأصلية بوجانجا مانيك وسانغيانغ سيكساكاندا اينغ كاريسيان.

### التشكل والنمو
وفقًا لمخطوطة وانغساكيرتا، خلف الملك تاروسباوا والد زوجته ليصبح ملكًا لتاروماناغارا. تُوج في 18 مايو 669 وربما أرسل مبعوثًا إلى بلاط تانغ في الصين في العام نفسه.:54 أعاد تاروسباوا تسمية تاروماناغارا إلى مملكة سوندا في 670.
وفقًا لمخطوطة وانغساكيرتا، استخدم ريتيكاندايون، لورد غالوه، إنشاء مملكة سوندا ذريعةً لفصل تاروما الشرقية عن سوندا. تفاديًا للحرب الأهلية، وافق الملك تاروسباوا على طلب ريتيكاندايون وفي 670 قُسمت تاروماناغارا إلى مملكتين: مملكة سوندا في الغرب ومملكة غالوه في الشرق، يفصل بينهما نهر تشي تاروم. أخذت قوة تاروماناغارا تتراجع في السنوات التي تلت ذلك نتيجة لسلسلة غزوات نفذتها إمبراطورية سريفيجايا وفقًا لنقش كوتا كابور (686).
كان لريتيكاندايون من غالوه ابنان: سيمباكواجا ومانديمينياك. لم يُختر سيمباكواجا خلفًا على الرغم من كونه الابن البكر بسبب عيبه الجسدي. فورث شقيقه الأصغر مانديمينياك العرش. كان لسيمباكواجا ابن اسمه بورباسورا، وكان للملك مانديمينياك ابن اسمه سينا أو براتاسينا.

#### سينا وسانجايا
اعتلى براتاسينا (سانا أو سينا) العرش وأصبح الملك الجديد بعد وفاة مانديمينياك، فكان بذلك الملك الثالث لغالوه. وفقًا لمخطوطات كاريتا باراهيانغان ووانغساكيرتا، تزوج الملك سينا من غالوه الأميرة ساناها من كالينجا في جاوة الوسطى وأنجبا ابنهما جامري (سانجايا). انتزع بورباسورا عرش سينا في 716 لأنه شعر أنه أكثر استحقاقًا بعرش غالوه، فر سينا مهزومًا إلى جاوة الوسطى.
تزوجت الأميرة تيجاكينشانا، حفيدة تاروسباوا، راكيان جامري وهو ابن سينا. خلف جامري تاروسباوا في 723 ليصبح الملك الثاني لسوندا. بصفته لورد سوندا، عُرف بوصفه برابو هاريسدارما وعرف لاحقًا بوصفه سري سانجايا.
كان سانجايا مصممًا على الانتقام من بورباسورا وجهز هجومًا. شُنت الغارة عند حلول الظلام وقُتلت معظم عائلة بورباسورا. وجعل سانجايا من بريمانا ديكوسوما، حفيد بورباسورا، مسؤولًا عن غالوه. اختار سانجايا العيش في جاوة الوسطى وأسس لاحقًا مملكة ماتارام في 732. وعيّن ابنه الأمير تامبران (راكيان بانارابان) حاكمًا لجاوة الغربية بالنيابة عنه.

#### راكريان جورو بانجامبات
وفقًا لنقش كيبون كوبي الثاني من عام 932 والمُكتشف بالقرب من بوكور، صرح صياد بارع يدعى جورو بانجامبات أن السلطة أُعيدت إلى ملك سوندا.:381 كُتب هذا النقش بأبجدية كاوي، لكن الغريب بالأمر أن اللغة المستخدمة هي لغة الملايو القديمة. اقترح عالم الآثار إف دي كي بوش أن هذا يدل على تأثير سريفيجايا. واقترح المؤرخ الفرنسي كلود غيو أن ذلك يعد إعلانًا عن استقلال مملكة سوندا، عن سريفيجايا على الأرجح.

#### جايابوباتي
وفقًا لنقش سانغيانغ تاباك من عام 1030 والذي عُثر عليه في تشيباداك بالقرب من سوكابومي، أسس مهراجا سري جايابوباتي ملجأً مقدسًا لسانغيانغ تاباك. من الغريب أن نمط النقوش يُظهر خط ولغة وأسلوب جاوة الشرقية؛ أقرب إلى بلاط دارما دارماوانجسا في ماتارام. أوحى ذلك أن مملكة سوندا كانت تحت تأثير جاوة الشرقية في ذلك الوقت، أو أن جايابوباتي تقبلت الثقافة الجاوية.
ذُكر سري جايابوباتي ضمن كاريتا باراهيانغان باسم برابو ديتيا مهراجا. ذكر نقش هورين لكيديري الجنوبية العائد إلى القرن الحادي عشر أن شاترو سوندا (عدو من سوندا) غزا وهدد القرى في جاوة الشرقية.:388
بعد سري جايابوباتي، لا يوجد أي نقش حجري يذكر الحاكم التالي. لا يوجد دليل ملموس من الفترة الواقعة بين القرنين الحادي عشر والرابع عشر. وتأتي معظم معرفتنا عن تلك الفترة من مخطوطات كاريتا باراهيانغان ووانغساكيرتا.
ذكر مصدر سلالة سونغ الصينية، تشو-فان-كاي نحو عام 1200، أن سريفيجايا ظلت تحكم سومطرة، شبه الجزيرة الملايوية، وسين-تو (سوندا). يصف المصدر ميناء سوندا بأنه استراتيجي ومزدهر وأن الفلفل من سوندا من الأفضل جودةً. عمل الناس في الزراعة وبُنيت منازلهم على أعمدة خشبية (روماه بانغونغ). ومع ذلك، ابتليت البلاد باللصوص. ربما أشار ميناء سوندا المذكور من قبل تشو جوكواه إلى بنتن عوضًا عن سوندا كيلابا. مع حلول أوائل القرن الثالث عشر، ظلت التجارة البحرية تحت سيطرة ماندالا سريفيجايا التي اتخذت سومطرة مقرًا.

### العصر الذهبي
ظهر الاسم «سوندا» في المصدر الجاوي المسمى باراراتون الذي ذكر أنه في 1336، وفي أثناء توليه منصب رئيس الوزراء، أعلن غاجاه مادا قَسَم بلبا الذي نص على سياسته الخارجية لتوحيد الأرخبيل تحت سيطرة ماجاباهيت. ذكرت سوندا على أنها إحدى الممالك المستهدفة ضمن حملة مادا الخارجية. بحلول بدايات القرن الرابع عشر، ازدهرت مملكة سوندا وشاركت في التجارة البحرية العالمية.